# Koki Sakamoto
Koki Sakamoto (japanska: 坂本 功貴) född 21 augusti 1986 i Sapporo i Japan, är en japansk gymnast.
Han tog OS-silver i lagmångkampen i samband med de olympiska gymnastiktävlingarna 2008 i Peking.